# Gli impenitenti
Gli impenitenti (Out to Sea) è un film del 1997 diretto da Martha Coolidge.
Commedia brillante interpretata da Jack Lemmon e Walter Matthau, con le musiche di David Newman e Michael Muhlfriedel; la sceneggiatura è stata scritta da Robert Nelson Jacobs.

## Trama
Herb Sullivan e Charlie Gordon sono due cognati: il primo è vedovo, il secondo è oppresso dai debiti che ha accumulato scommettendo e perdendo alle corse dei cavalli. I due decidono allora di fare una crociera insieme.
Charlie però per non pagare il viaggio decide di imbarcarsi e far imbarcare Herb sulla nave come ballerini per ogni notte delle due settimane che dura la crociera.
I personaggi secondari del film sono Gil Godwin, il pignolo responsabile delle serate di attrazione, Vivian, la futura moglie di Herb, Liz LaBreche, giovane futura moglie di Charlie ed Ellen Carruthers la proprietaria della nave.
Alla fine del film, i due cognati ritornano con due future spose e Charlie con ben 18000 $ vinti al casinò della nave, così da poter risarcire i debiti accumulati.

## Curiosità
- Questo film è stato l'ultimo di Edward Mulhare e Donald O'Connor.